# Posture opisthotonique des vertébrés fossiles

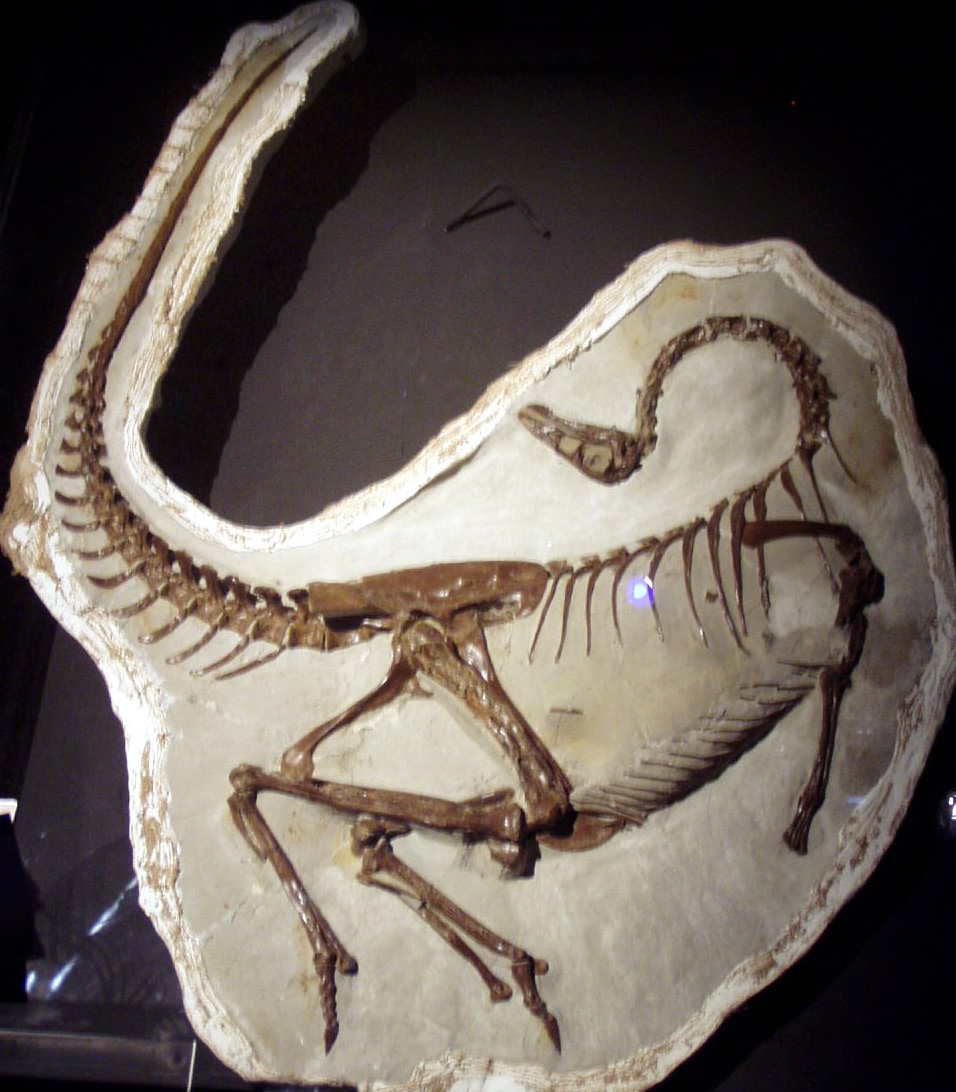
Fossile dOrnithomimus montrant une posture opisthotonique.

Les dinosaures et oiseaux fossiles sont fréquemment trouvés dans une position caractéristique montrant la tête rejetée en arrière, la queue en extension et la gueule grande ouverte. La cause de cette posture, parfois nommée « position mortuaire » (death pose en anglais) a fait l'objet d'un débat entre scientifiques. Les explications traditionnelles allaient du dessèchement d'un fort ligament du cou entrainant le rejet de la tête vers l'arrière à l'action de courants dans les rivières pouvant, aléatoirement, placer le cadavre dans une telle position.

## Les arguments du débat
En 2007, Cynthia Marshall Faux et Kevin Padian proposent de considérer que l'animal mourant était sujet à opisthotonos dans les dernières phases de son agonie et que la posture n'est pas imputable à une cause post-mortem. Ils rejettent aussi l'hypothèse de l'action du courant sur le corps transporté en faisant remarquer que différentes parties du corps et des membres pouvaient se trouver dans des directions divergentes, trouvant ceci peu compatible avec l'action de l'eau courante. Ils considèrent aussi que l'hypothèse de la rétraction ligamentaire n'est pas suffisamment plausible.
Pour Alicia Cutler et ses collègues de l'université Brigham Young à Provo (Utah), la position décrite serait à imputer à l'action de l'eau. En 2012, le sédimentologue Achim G. Reisdorf et le paléontologue Michael Wuttke ont fait paraitre un article étudiant les postures cadavériques. Selon les conclusions de cette étude, ce qui est appelé « posture opisthotonique » n'est pas lié à un problème cérébral entrainant des spasmes musculaires, mais à la décomposition à la suite d'un enfouissement rapide,.

## Exemples

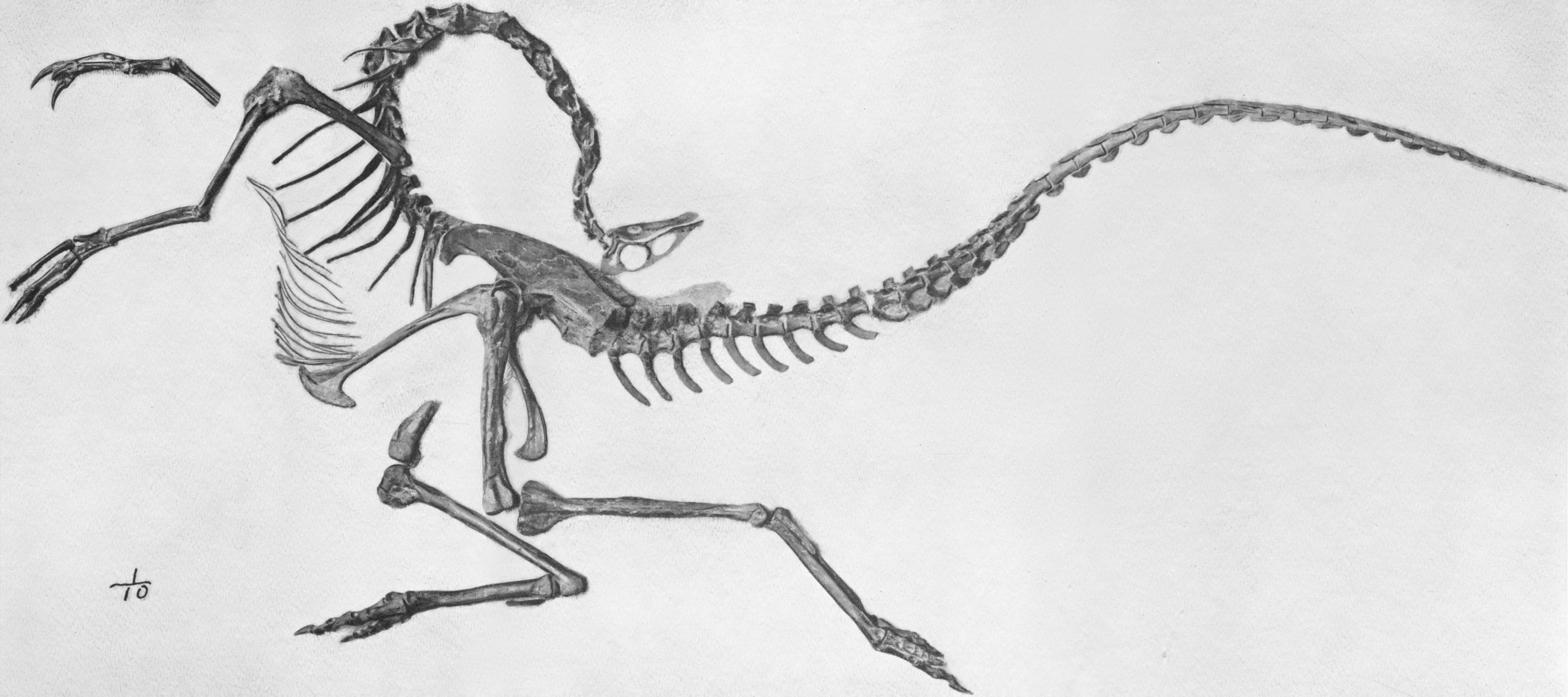
Struthiomimus.
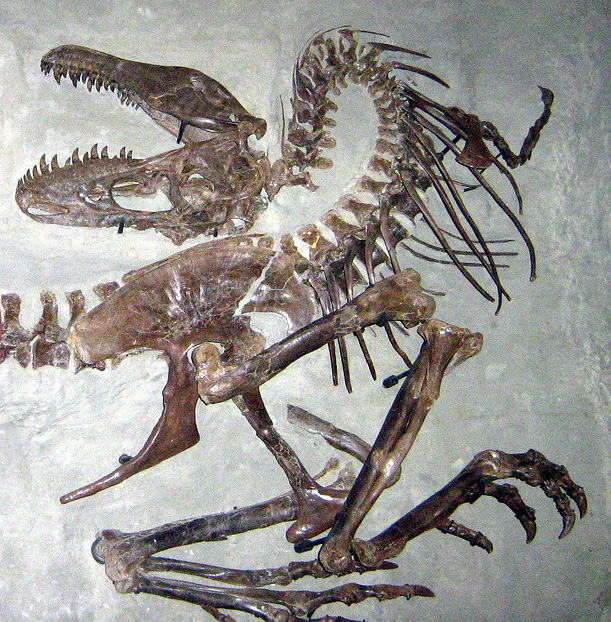
Gorgosaurus.
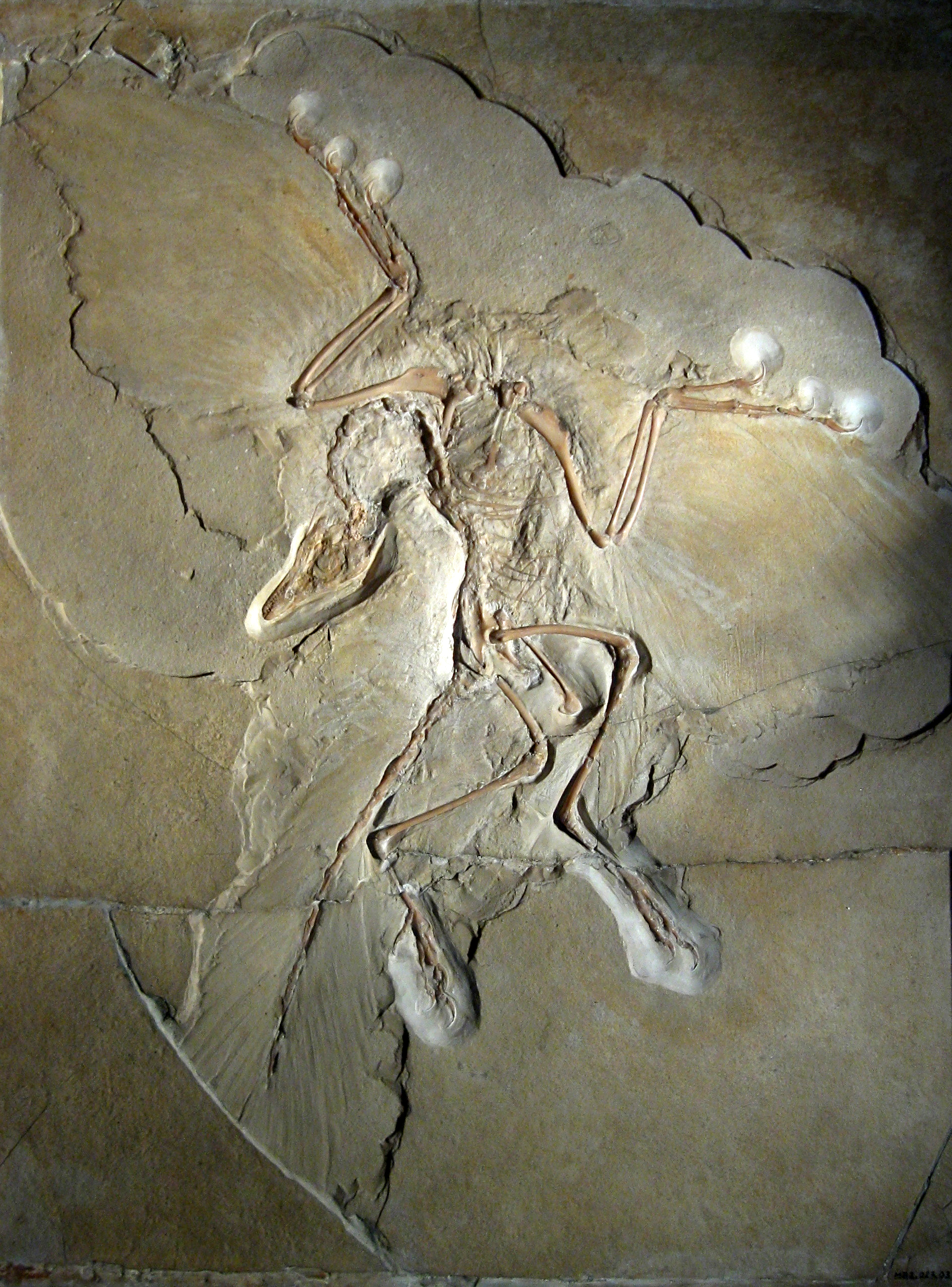
Archaeopteryx.
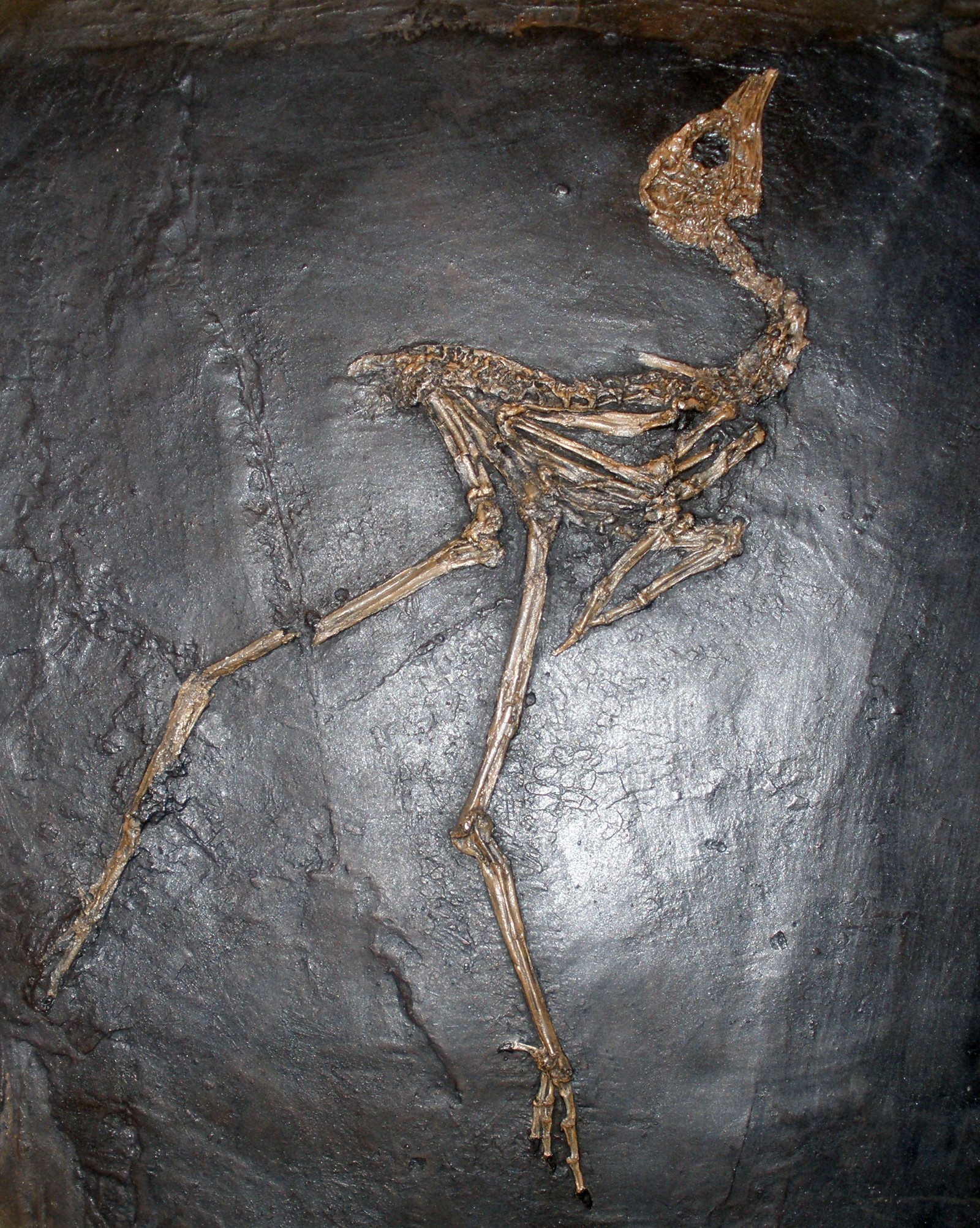
Messelornis.
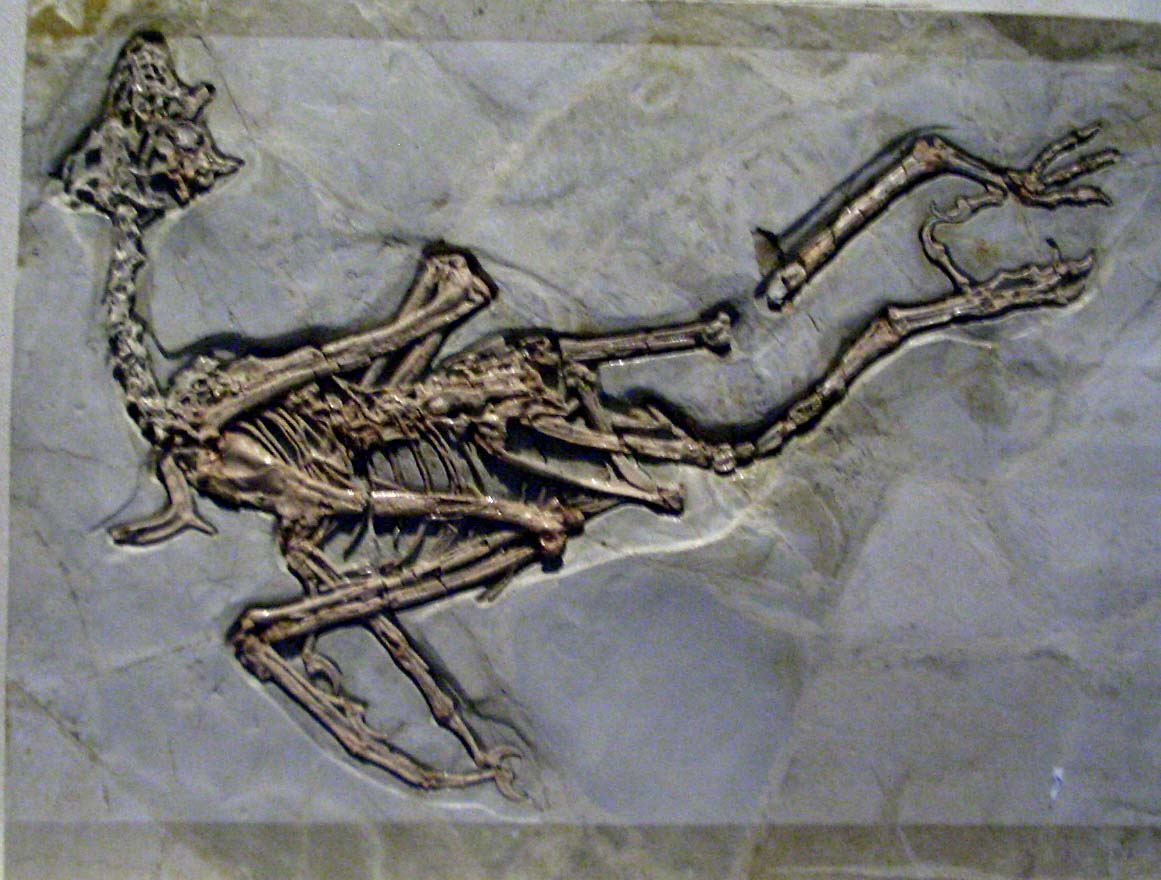
Sapeornis.
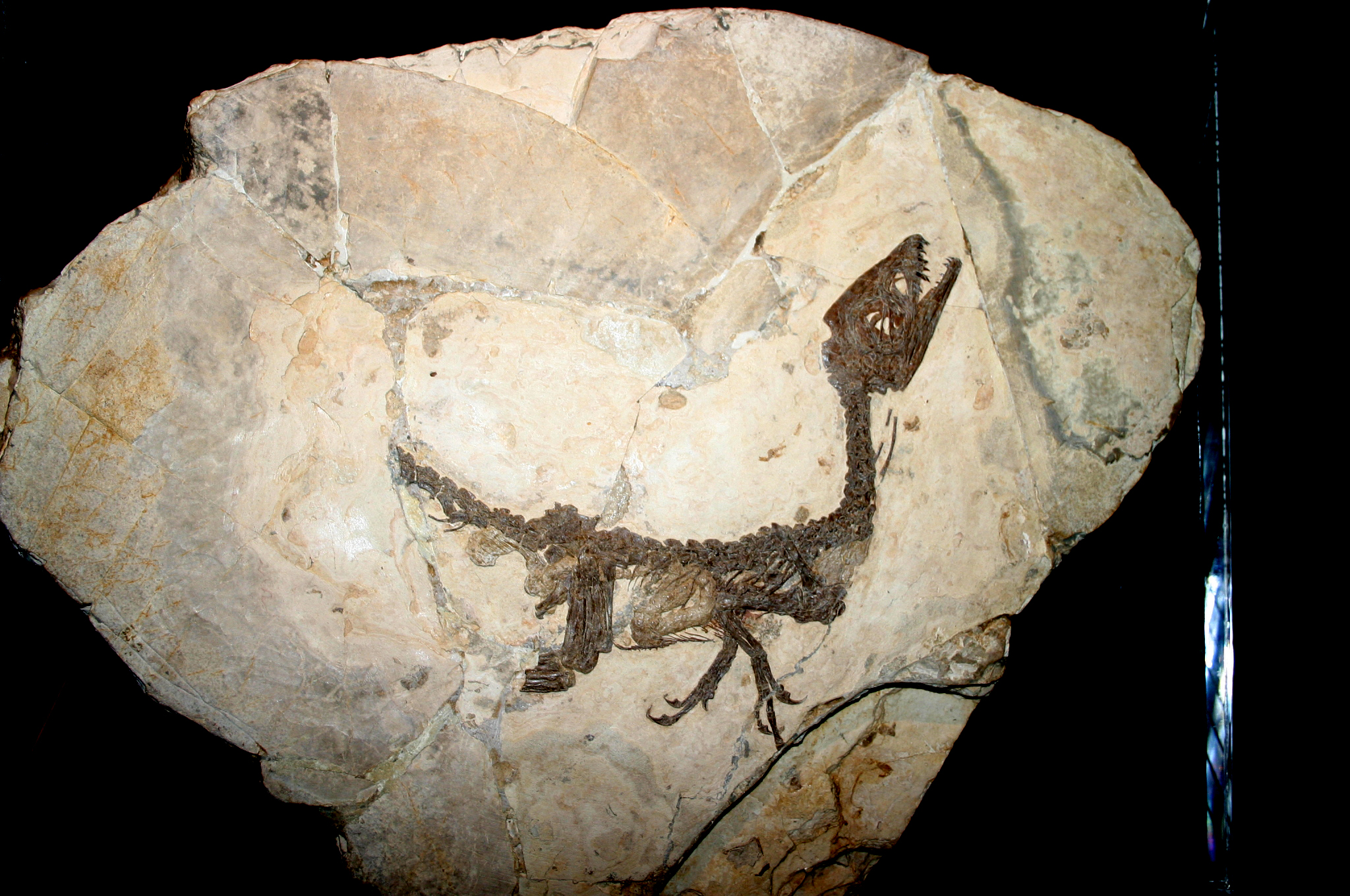
Scipionyx.

## Source
- (en) Cet article est partiellement ou en totalité issu de l’article de Wikipédia en anglais intitulé « Death pose » (voir la liste des auteurs).